# Uproxx
Uproxx (stylizowane jako UPROXX) – amerykański internetowy magazyn rozrywkowy, założony w 2008 roku przez  Jarreta Myera i Briana Bratera, poświęcony recenzjom, wiadomościom, wywiadom i prezentacjom ze świata muzyki, filmu i podróży. W kwietniu 2014 roku Uproxx został zakupiony przez przedsiębiorstwo medialne Woven Digital, a w 2018 roku – przez Warner Music Group. W 2024 Myer wspólnie z Richem Antoniello i will.i.amem wykupił magazyn z rąk WMG (razem z HipHopDX i Dime Magazine) tworząc niezależny podmiot, Uproxx Studios.
Siedziba Uproxx mieści się w Culver City.

## Historia i profil

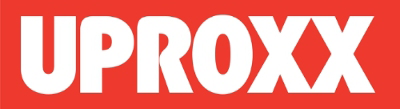
Pierwsze logo Uproxx

Serwis rozrywkowy Uproxx został założony przez Jarreta Myera i Briana Bratera w 2008 roku. Obaj zaczęli swoją karierę w mediach i rozrywce zakładając w 1996 roku znaną wytwórnię hip-hopową Rawkus Records, która wydała nagrania takich artystów jak Talib Kweli i Mos Def. Według słów Myera obaj zawsze mieli nadzieję, że Rawkus będzie firmą zajmującą się stylem życia, a nie wytwórnią płytową. Plany te nie spełniły się i w 2005 roku sprzedali Rawkus wytwórni Universal. Ich następnym przedsięwzięciem był Uproxx. Witryna, oparta na dyskusjach, zajmuje się dostarczaniem wiadomości rozrywkowych w sposób podobny do BuzzFeed, zapewniając jednocześnie platformę dla celebrytów i twórców treści do dzielenia się swoimi najnowszymi projektami, filmami i programami telewizyjnymi. Uproxx produkuje również oryginalne materiały wideo we współpracy z 5-Second Films.

### Fuzja z Woven Digital (2014)
W kwietniu 2014 roku Uproxx został zakupiony przez przedsiębiorstwo Woven Digital, zajmujące się mediami cyfrowymi. Scott Grimes, CEO Woven ogłaszając transakcję powiedział, że „Uproxx oferuje mieszankę najnowocześniejszych treści redakcyjnych i wideo z lojalną bazą użytkowników, co czyni go idealnym uzupełnieniem działalności Woven”. Woven, założony w 2010 roku przez Scotta Grimesa i Michaela Laura, zajmuje się dostarczaniem treści skierowanych do młodych mężczyzn w wieku od 18 do 34 lat: „wszystkich rzeczy, które młodzi mężczyźni chcą oglądać, konsumować i które chcą poznawać”. Za trzy najważniejsze witryny medialne pozostające w gestii Woven Grimes uznał, obok Uproxx, Brobible i theChive. Jak powiedział: „te trzy odpowiadają za «ogromną większość» ruchu firmy”. Według statystyki Google Analytics Woven miał w 2014 roku 5 milionów odwiedzających dziennie i 90 milionów miesięcznie, przy czym 60 procent pochodziło z urządzeń mobilnych. W grudniu 2014 roku Woven Digital zapowiedział realizację trzech nowych seriali internetowych. Pierwszy z nich, Luminaries, został udostępniony za pośrednictwem Uproxx w styczniu 2015 roku. Jego tematem były losy młodych, utalentowanych naukowców, rozwijających najnowocześniejsze technologie. W tym samym roku serial został nominowany do nagrody internetowej Webby Award. Również w tym samym roku ukazał się kolejny serial Uncharted: Power of Dreams, wyprodukowany we współpracy Woven Digital z American Honda i udostępniony za pośrednictwem Uproxx. Jego tematem były historie stojące za nieodkrytymi i początkującymi artystami, a każdy odcinek poświęcono konkretnemu, wschodzącemu muzykowi. Jako pierwszy przedstawiony został hip-hopowy artysta A-F-R-O z Los Angeles.
W 2017 roku Woven zmienił swoją nazwę na Uproxx Media Group informując jednocześnie, że wraz ze zmianą nazwy skupi się na dogłębnym prezentowaniu i promowaniu treści wideo z działu produkcyjnego Uproxx Studios, w tym nowe odcinki oryginalnych seriali. Stwierdził również, że dociera do ponad 40 milionów użytkowników miesięcznie, powołując się na dane comScore pokazujące 28% wzrost oglądalności od listopada 2015 do listopada 2016 roku. Przy okazji odnotowano, ze zwyczaje dotyczące konsumpcji mediów, zwłaszcza wśród młodszych odbiorców, szybko się zmieniają. Konsumenci w wieku od 18 do 34 lat spędzają obecnie średnio więcej czasu tygodniowo na smartfonach (19 godzin i 39 minut) niż na oglądaniu telewizji (19 godzin i 18 minut), zgodnie z raportem Nielson Comparable Metrics Report za czwarty kwartał 2016 roku. To odchodzenie od tradycyjnych mediów stworzyło nowe możliwości dla firm takich jak Uproxx.

### Fuzja z Warner Music Group (2018)
W 2018 roku Upprox został zakupiony przez Warner Music Group. Poinformowano, że będzie on nadal zarządzany przez obecnego CEO i CCO Benjamina Blanka oraz współzałożyciela i wydawcę Jarreta Myera. Jego działalność wydawnicza i studyjna będzie funkcjonować jako samodzielne podmioty z niezależnością dziennikarską i twórczą. Jak stwierdził Blank: „Dzięki Warner Music Group możemy dostarczyć więcej naszej publiczności i partnerom, zapewniając jeszcze większy dostęp i na znacznie większą skalę”.

### UPROXX Studios (2024)
Kolejna zmiana organizacyjna w Uproxx miała miejsce w 2024 roku. Jego założyciel i dyrektor generalny, Jarret Myer, wraz z Richiem Antoniello (założycielem i byłym dyrektorem generalnym Complex Networks) oraz artystą i przedsiębiorcą will.i.amem, utworzyli nową firmę o nazwie UPROXX Studios. Nowy podmiot powstał w wyniku strategicznego przejęcia UPROXX, HipHopDX, Dime Magazine oraz innych aktywów medialnych z rąk Warner Music Group. Antoniello dołączył do UPROXX Studios jako partner i prezes wykonawczy, natomiast will.i.am jako partner i inwestor. Utworzenie UPROXX Studios obejmuje również wyłączną licencję na dystrybucję zasobów WMG na YouTube w całej sprzedaży medialnej w Stanach Zjednoczonych. Zarazem UPROXX Studios i WMG zapewnili, że „będą nadal współpracować, aby zapewnić płynną kontynuację wszystkich usług dla cenionych partnerów”. UPROXX Studios zintegruje w swoich działaniach technologie platformy komunikacyjnej FYI AI will.i.ama oraz  radia FYI. Współpraca obejmuje utworzenie AI StoryLabs, wyspecjalizowanej jednostki w UPROXX Studios, która wykorzystuje zaawansowaną konwersacyjną sztuczną inteligencję do przekształcania komunikacji branżowej w takich segmentach jak: tworzenie treści, reklama, publikacja oraz konsumpcja i dystrybucja wśród odbiorców. 
Stanowisko dyrektora ds. wydawniczych działu dziennikarstwa hip-hopowego, mającego w swojej gestii UPROXX, HipHopDX i Dime Magazine objął Elliott „YN” Wilson.

## Uproxx w serwisach agregujących recenzje
Recenzje filmowe Uproxx są cytowane w Metacritic, zaś rankingi końcoworoczne albumów muzycznych – w Album of the Year.

## Uproxx Music Critics Poll: Best albums i best songs

### Best albums
W grudniu 2018 roku kierownictwo Uproxx poprosiło krytyków muzycznych z całej branży o wzięcie udziału w nowej ankiecie krytyków muzycznych, aby zobaczyć, jak gusty społeczności pokrywają się i różnią. W ankiecie wzięło w niej udział prawie 200 krytyków, którzy wybrali ponad 600 różnych albumów, odzwierciedlających zainteresowania krytyków hip-hopem, elektroniką, metalem, popem, rockiem i country.
Pierwsze miejsca w kolejnych latach zdobyły albumy:
| Rok  | Wykonawca          | Album                   | Źródło |
| ---- | ------------------ | ----------------------- | ------ |
| 2018 | Kacey Musgraves    | Golden Hour             | [ 16 ] |
| 2019 | Lana Del Rey       | Norman Fucking Rockwell | [ 17 ] |
| 2020 | Fiona Apple        | Fetch the Bolt Cutters  | [ 18 ] |
| 2021 | Japanese Breakfast | Jubilee                 | [ 19 ] |
| 2022 | Beyoncé            | Renaissance             | [ 20 ] |
| 2023 | Boygenius          | The Record              | [ 21 ] |

W 2024 roku zaprezentowano jedynie zbiorczą listę albumów roku, bez podawania ich kolejności

### Best songs
Również w grudniu 2018 roku kierownictwo Uproxx poprosiło krytyków muzycznych z całej branży o wzięcie udziału w ankiecie dotyczącej wyboru najlepszej piosenki roku. W ankiecie wzięło udział prawie 200 krytyków, którzy wybrali ponad 800 utworów.
| Rok  | Wykonawca       | Piosenka            | Źródło |
| ---- | --------------- | ------------------- | ------ |
| 2018 | Ariana Grande   | „thank u, next”     | [ 23 ] |
| 2019 | –               | –                   | –      |
| 2020 | Phoebe Bridgers | „I Know the End”    | [ 24 ] |
| 2021 | Olivia Rodrigo  | „Good 4 U”          | [ 25 ] |
| 2022 | Beyoncé         | „Break My Soul”     | [ 26 ] |
| 2023 | Boygenius       | „Not Strong Enough” | [ 27 ] |

W 2024 roku zaprezentowano, podobnie jak w przypadku albumów, jedynie zbiorczą listę piosenek roku, bez podawania ich kolejności